# Maximilian Elfeldt
Maximilian Elfeldt ist ein US-amerikanischer Filmproduzent, Filmregisseur, Filmeditor, Drehbuchautor und Filmschauspieler.

## Leben
Elfeldt begann ab 2011 mit Nebenrollen in verschiedenen Filmen mit dem Schauspiel. Ab 2012 gehörte er zu den Produzenten verschiedener Low-Budget-Filme. So fungierte er 2012 als Filmherstellungsleiter in Flight 23 – Air Crash. Im selben Jahr übernahm er eine Nebenrolle im Katastrophenfilm Super Cyclone. 2014 erschien der Film Bachelor Night, für den er das Drehbuch schrieb und für die Regie verantwortlich war. Außerdem hatte er 2014 in Airplane vs. Volcano, 2015 in Marsland – Kein Ort zum Überleben und 2016 in Independents – War of the Worlds Nebenrollen inne. 2018 war er für den Filmschnitt und die Regie der Filme Avengers Grimm 2 – Time Wars und End of the World – Gefahr aus dem All verantwortlich. 2020 erschien der Katastrophenfilm Apocalypse of Ice – Die letzte Zuflucht, in dem er für die Regie und den Filmschnitt verantwortlich war.

## Filmografie (Auswahl)

### Produktion
- 2012: Flight 23 – Air Crash (Air Collision)
- 2012: Layover (Fernsehfilm)
- 2012: 12/12/12
- 2012–2016: Living with Models (Fernsehserie, 36 Episoden)
- 2013: Hansel & Gretel
- 2013: Cleaver Family Reunion
- 2013: 100° Below Zero – Kalt wie die Hölle (100 Degrees Below Zero)
- 2013: Barrio Brawler
- 2013: Home Invasion – Dieses Haus gehört mir (Foreclosed)
- 2013: Die verzauberte Schneekugel (A Snow Globe Christmas) (Fernsehfilm)
- 2014: Airplane vs. Volcano
- 2014: Blood Lake: Killerfische greifen an (Blood Lake: Attack of the Killer Lampreys) (Fernsehfilm)
- 2015: Bound – Gefangen im Netz der Begierde (Bound)
- 2015: Sharknado 3 (Sharknado 3: Oh Hell No!) (Fernsehfilm)
- 2015: Sex, Death and Bowling
- 2015: Marsland – Kein Ort zum Überleben (Martian Land)
- 2016: First Girl I Loved
- 2016: Elvis Lives! (Fernsehfilm)
- 2017: Gemini
- 2017: Fallen Stars
- 2018: ¡He matado a mi marido!
- 2019: Psycho BFF (Fernsehfilm)
- 2019: Best Christmas Ball Ever (Fernsehfilm)
- 2021: Far More

### Schauspiel
- 2011: Bachelorette Ashley Is Single Again
- 2012: Adopting Terror (Fernsehfilm)
- 2012: Super Cyclone
- 2013: 100° Below Zero – Kalt wie die Hölle (100 Degrees Below Zero)
- 2014: Airplane vs. Volcano
- 2015: Marsland – Kein Ort zum Überleben (Martian Land)
- 2016: Independents – War of the Worlds (Independents’ Day)

### Regie
- 2014: Bachelor Night: Auf nach Vegas! (Bachelor Night)
- 2018: Avengers Grimm 2 – Time Wars (Avengers Grimm: Time Wars)
- 2018: End of the World – Gefahr aus dem All (End of the World)
- 2020: Apocalypse of Ice – Die letzte Zuflucht (Apocalypse of Ice)
- 2021: War of the Worlds – Die Vernichtung (War of the Worlds: Annihilation)
- 2022: Dracula – The Original Living Vampire (Dracula: The Original Living Vampire)

### Filmschnitt
- 2018: Avengers Grimm 2 – Time Wars (Avengers Grimm: Time Wars)
- 2018: End of the World – Gefahr aus dem All (End of the World)
- 2020: Apocalypse of Ice – Die letzte Zuflucht (Apocalypse of Ice)
- 2021: The Rebels of PT-218
- 2021: War of the Worlds – Die Vernichtung (War of the Worlds: Annihilation)